# Абрикосов, Илья Хрисанфович
Илья Хрисанфович Абрикосов (1915—1999) — заслуженный геолог РСФСР, первооткрыватель Ольховского нефтяного месторождения.

## Биография
Дед: Николай Алексеевич Абрикосов
Отец: Абрикосов Хрисанф Николаевич (1877—1957) — единомышленник и корреспондент Л. Н. Толстого.
Мать: княжна Оболенская Наталья Леонидовна (1881-1955).
Сестра: Толстая (Абрикосова) Вера Хрисанфовна (1906-1957), жена Сергея Сергеевича Толстого (1897-1974), внука Л. Н. Толстого.

## Карьера
В 1936—1950 прораб, техник-геолог геологоразведочных организаций НКВД и Министерства геологии СССР. 
В 1950 окончил заочно Московский нефтяной институт.
В 1950—1965 зам. начальника, начальник геологического отдела, главный геолог, зам. начальника объединения «Пермнефть».
В 1965—1975 зам. начальника Главного геологического управления Миннефтепрома СССР.
В 1975—1980 в командировке в Сирии в качестве главного советского эксперта по нефти и газу. Награждён серебряной медалью Республики Ирак за открытие нефтяного месторождения «Северная Румейла».
В 1981—1995 главный научный специалист ВНИИОЭНГ.
Доктор геолого-минералогических наук, профессор.
Первооткрыватель Ольховского нефтяного месторождения. Заслуженный геолог РСФСР.
Награждён орденом Трудового Красного Знамени (1963), орденом Знак Почёта и медалями. За книгу «Геология нефти и газа месторождений Волго-Уральской нефтегазоносной провинции», написанную в соавторстве, удостоен премии им. академика И. М. Губкина.